# Ensanche (Albacete)
Este artículo trata sobre la zona del Ensanche de Albacete. Para consultar información sobre los Planes de Ensanche de Albacete véase el artículo Ensanche de Albacete.
El Ensanche es un extenso territorio urbano con identidad propia, considerado un barrio oficioso, situado en la zona centro-oeste de la ciudad española de Albacete.
Con 32 304 habitantes (2012), es la zona más poblada de la capital albaceteña. La unidad territorial está integrada por dos de los barrios más poblados y castizos en el corazón de la urbe manchega: Fátima, al noroeste –en el que también se incluye parte del barrio oficioso de Casas Baratas, más al noroeste–, y Franciscanos, el mayor barrio de la ciudad, al sureste. 
Esta zona de la capital que es conocida como el  «Ensanche» fue una de las actuaciones del Plan de Alineaciones de Albacete de 1920, un faraónico plan de ensanche que desarrolló numerosas zonas de la ciudad, protagonizado por manzanas radiocéntricas imitando el Plan Cerdá del Ensanche de Barcelona.

## Historia

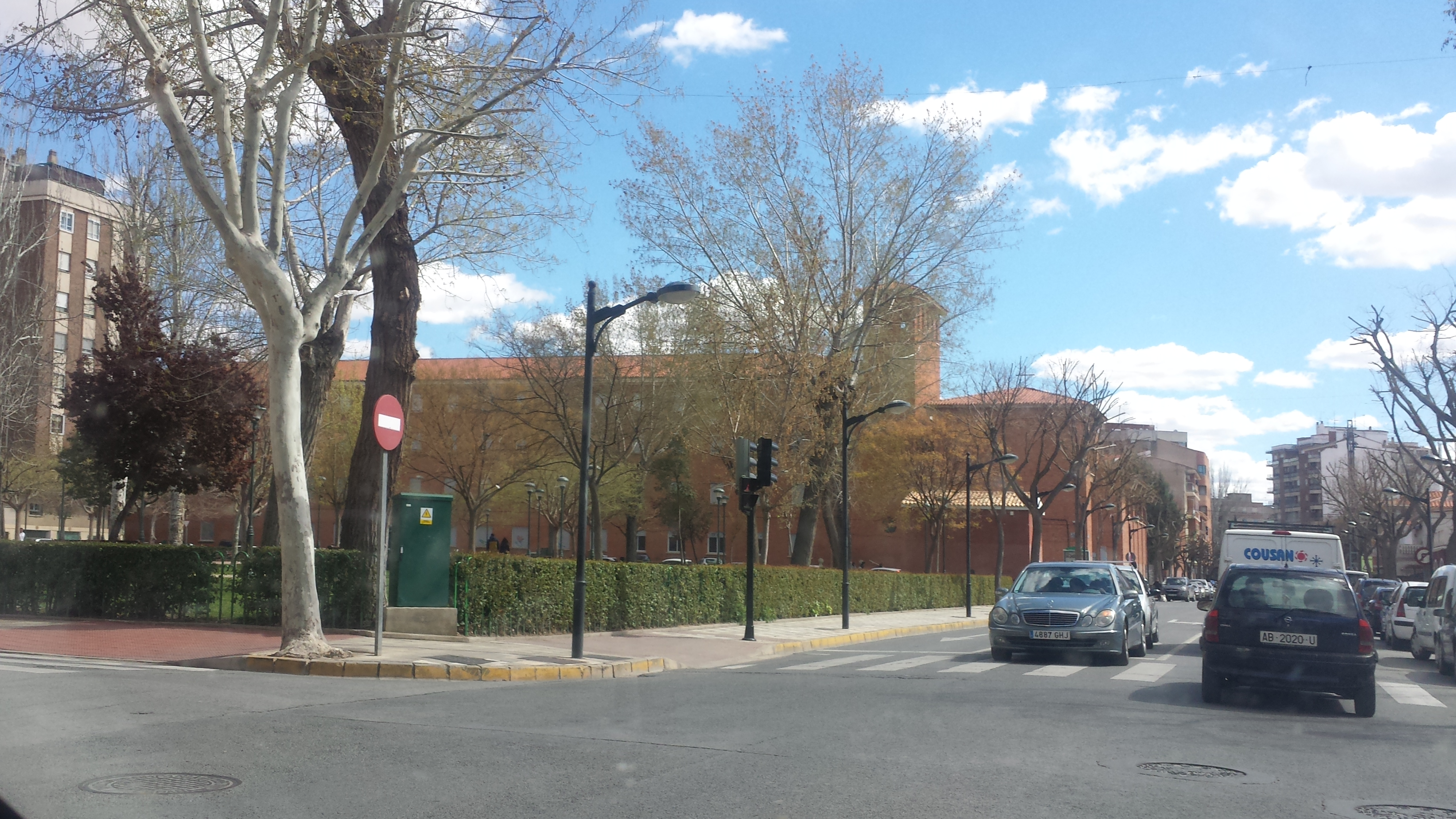
La plaza San Juan de Dios del Ensanche, con el parque Ismael Belmonte en el centro y el Santo Ángel al fondo

Lo que hoy en día se conoce como el «Ensanche» fue una de las actuaciones del Plan de Ensanche diseñado por los arquitectos Julio Carrilero y Manuel Muñoz en la década de 1920. El faraónico plan desarrolló numerosas zonas de la ciudad, por lo que se distingue el Plan de Ensanche de 1920 de la actual zona del Ensanche. Está protagonizado por pequeñas manzanas dispuestas en una estructura radiocéntrica a imitación del Plan Cerdá del Ensanche de Barcelona. El Ensanche se subdivide en los barrios de Fátima, al noroeste, en el que se incluye parte del barrio oficioso de Casas Baratas, más al noroeste, y Franciscanos, al sureste.

## Geografía

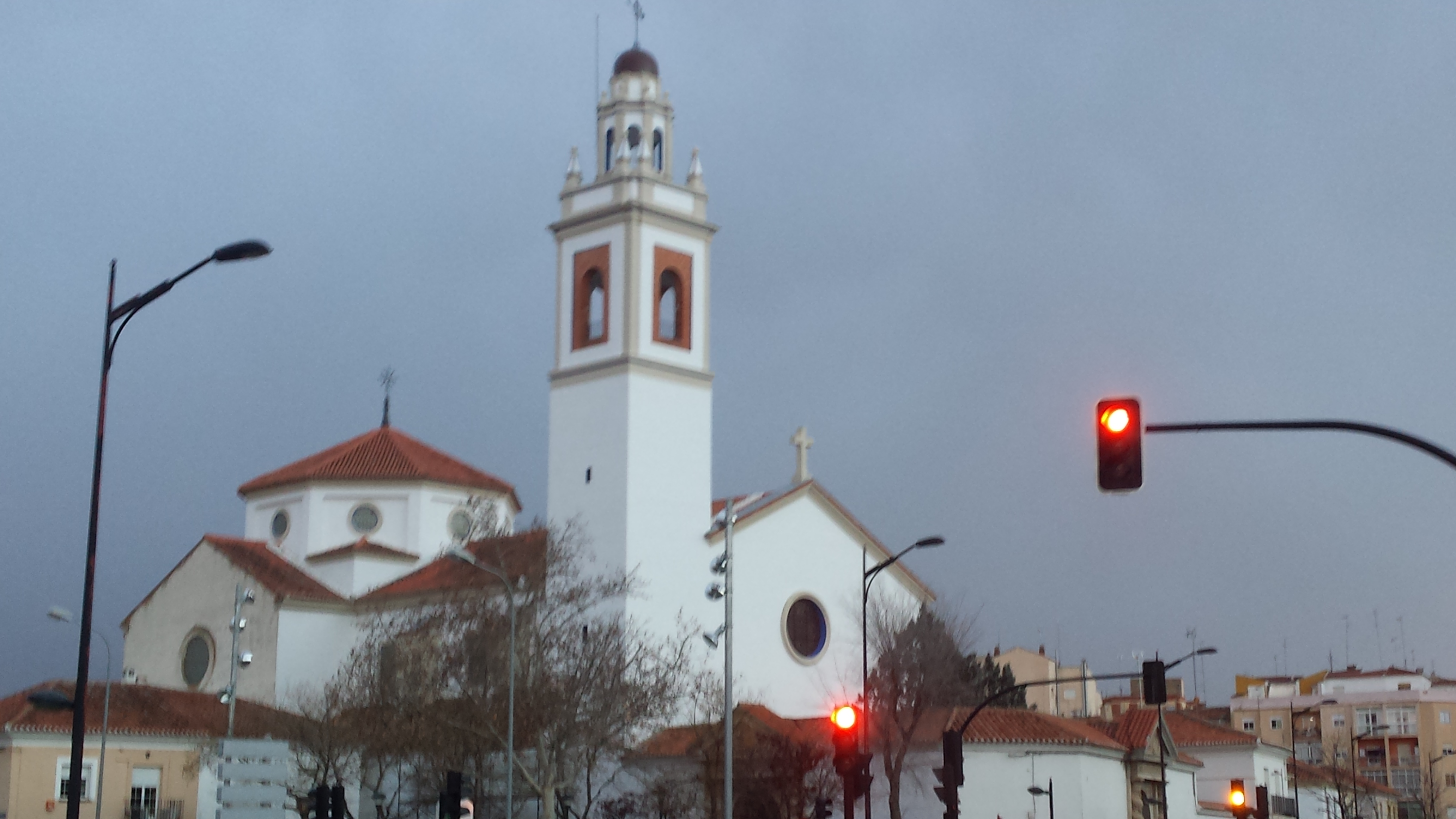
Iglesia de Fátima

El Ensanche está situado en la zona centro-oeste de la ciudad de Albacete, entre las calles paseo de la Circunvalación (Circunvalación de Albacete), avenida Capitán Cortés, Octavio Cuartero, Feria, Marqués de Villores, Arquitecto Vandelvira y La Estrella. Limita con los barrios Feria al norte, San Pablo al noroeste, Feria, Centro y Parque Sur al este, Pedro Lamata al sur y Santa Teresa al oeste.

## Demografía
El Ensanche tiene 32 304 habitantes (2012), siendo la zona o el barrio oficioso más poblados de la capital.

## Educación

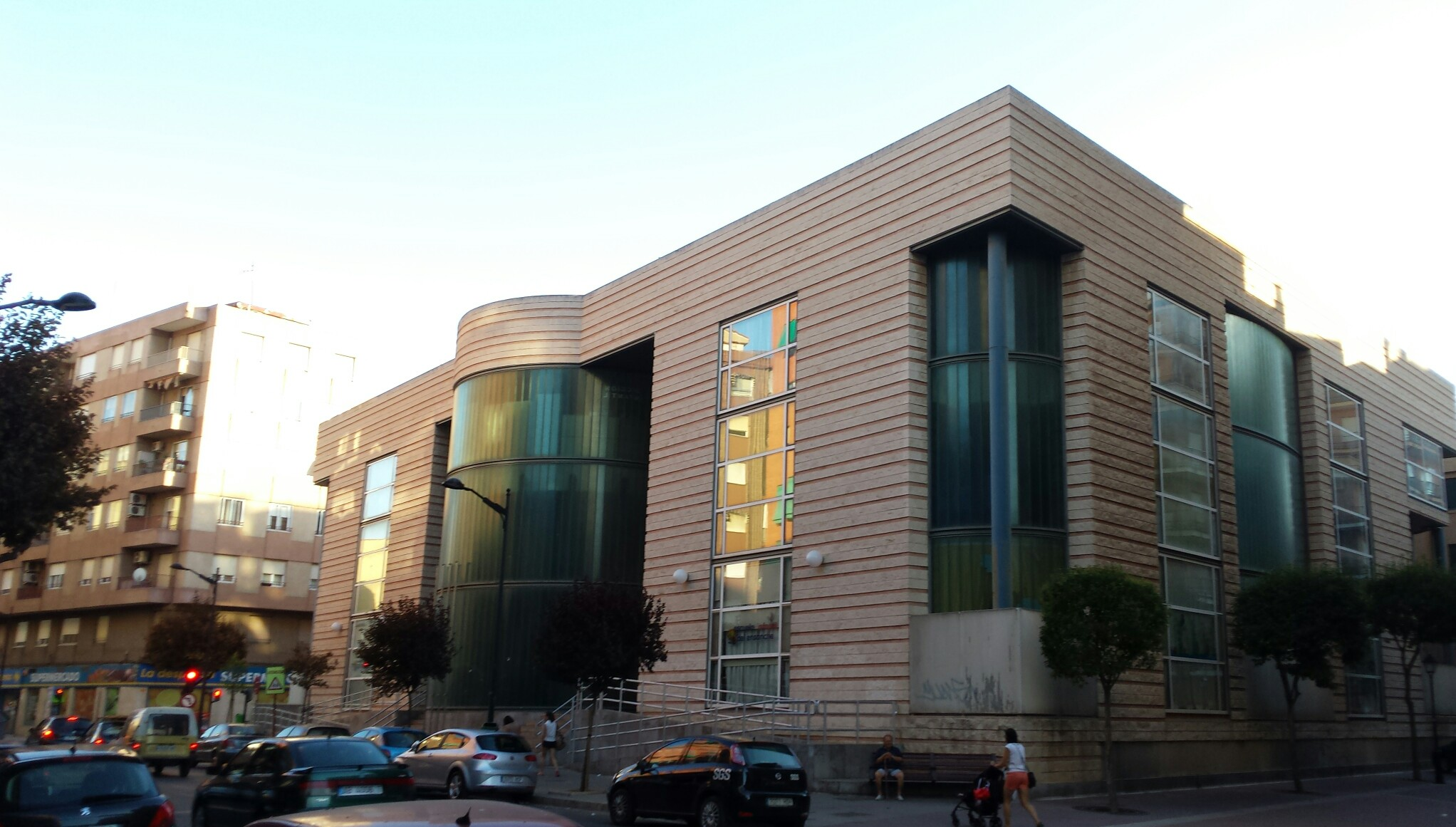
Centro Cultural El Ensanche, notable obra arquitectónica en el corazón del Ensanche

En el Ensanche se encuentran los Colegios Públicos de Educación Infantil y Primaria José Prat García, San Fulgencio, Doctor Fleming, Inmaculada Concepción, María de los Llanos Martínez y Severo Ochoa, los Centros Privados Concertados de Educación Infantil y Primaria José María Pemán, San Cristóbal, Academia Cedes y Azorín, y el Centro Privado Concertado de Educación Infantil, Primaria y Secundaria Santo Ángel.

## Cultura

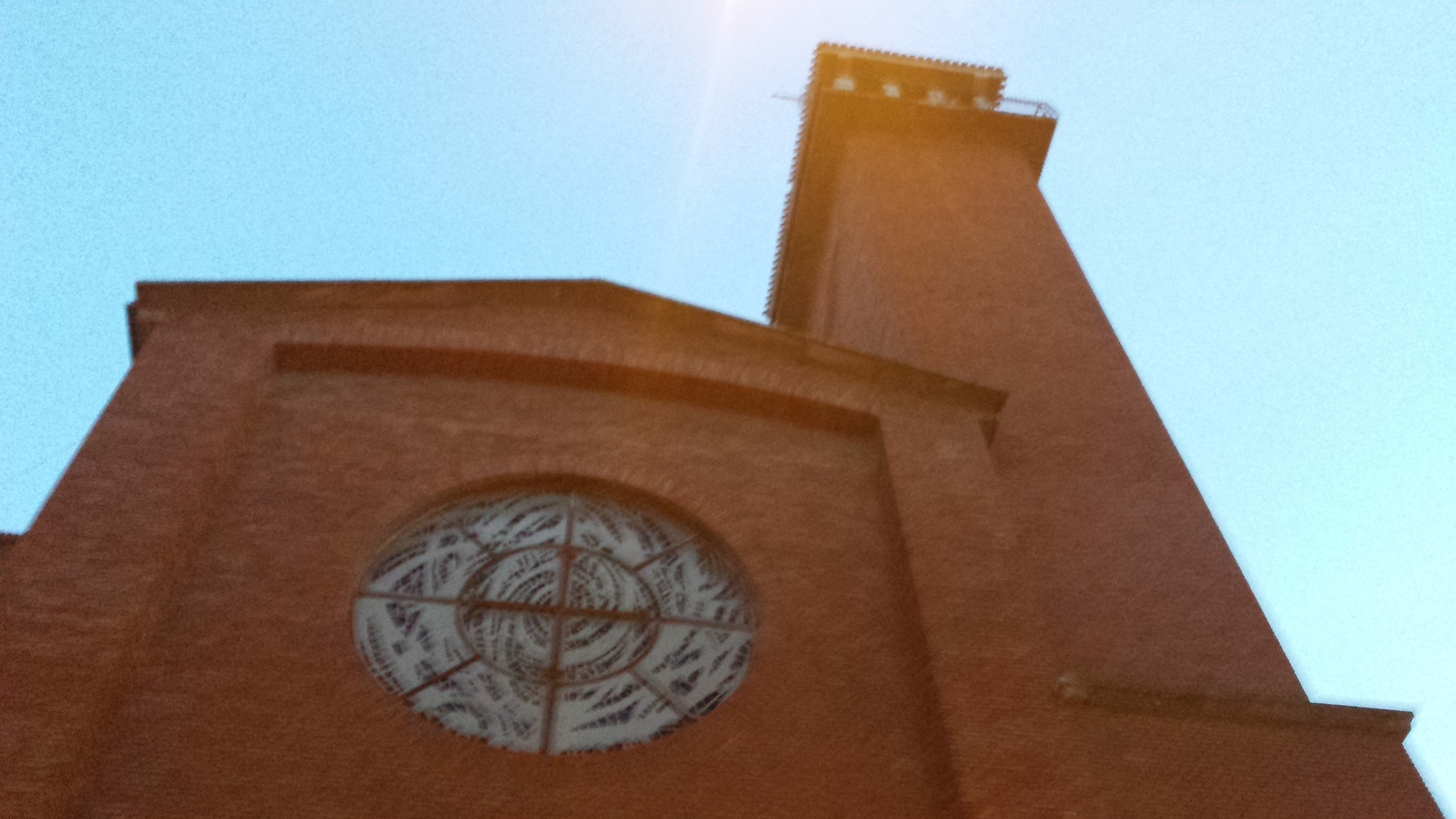
Iglesia de San Francisco de Asís

En el lugar se encuentra el Centro Cultural El Ensanche de la capital manchega, notable edificio de estilo moderno inaugurado en 1995, donde tienen su sede las asociaciones de vecinos de los barrios que componen el Ensanche, Fátima y Franciscanos, entre otras; la biblioteca municipal El Ensanche; una subsede de la Universidad Popular de Albacete, o una ludoteca infantil.

## Religión

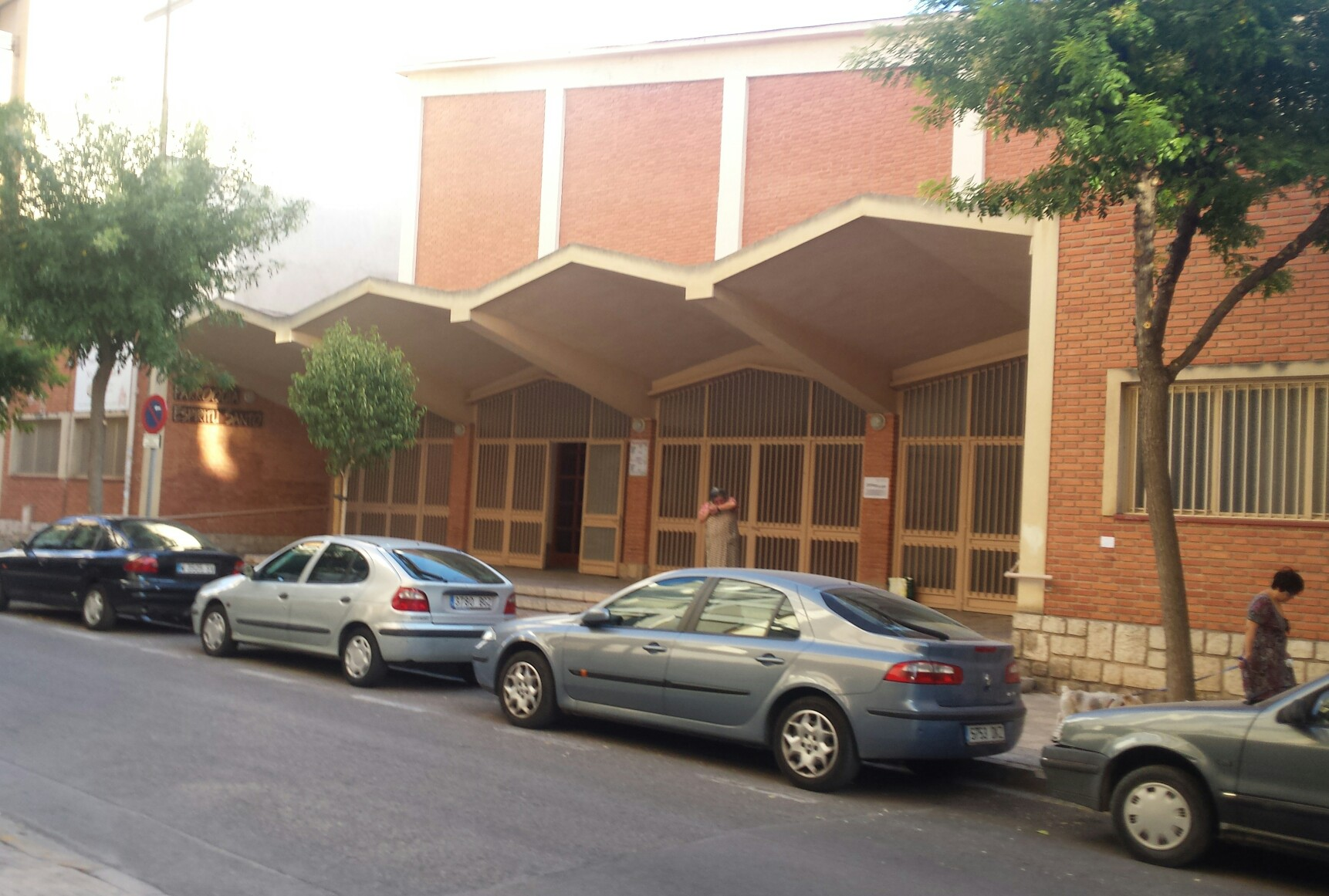
Iglesia del Espíritu Santo

El Ensanche alberga los siguientes templos religiosos: 
- Iglesia de Nuestra Señora de Fátima, con 33  m de altura considerada el «faro de Fátima».
- Iglesia de San Francisco de Asís, erigida por los franciscanos quienes llegaron a la ciudad en 1487.
- Iglesia del Espíritu Santo, creada a mediados del siglo XX por el obispo de Albacete, el cardenal Arturo Tabera Araoz.
- Iglesia del Sagrado Corazón de Jesús

## Deporte
El Ensanche acoge la Piscina Feria, inaugurada en 1995, y el Pabellón de la Feria, inaugurado en 1987,  uno de los principales pabellones deportivos cubiertos de la capital con capacidad para 1800 personas.

## Transporte
El Ensanche queda conectado en la ciudad mediante las siguientes líneas de autobús urbano:
| Línea | Trayecto | Recorrido                                                        | Frecuencia                                         |
| ----- | --- | ---------------------------------------------------------------- | -------------------------------------------------- |
|       | Campus UCLM - Barrio de Vereda | Recorrido Archivado el 17 de abril de 2014 en Wayback Machine.   | 12-18 minutos                                      |
|       | Campus UCLM - Hospital del Perpetuo Socorro                                                                                            | Recorrido Archivado el 22 de febrero de 2014 en Wayback Machine. | 12-18 minutos                                      |
|       | Barrio San Pedro - Los Llanos del Águila - Parque Lineal - Parque Empresarial Campollano                                               | Recorrido Archivado el 25 de febrero de 2014 en Wayback Machine. | 15-20 minutos                                      |
|       | Estación de Albacete-Los Llanos - Estación de Autobuses - Hospital General Universitario - Hospital Universitario del Perpetuo Socorro | Recorrido Archivado el 22 de febrero de 2014 en Wayback Machine. | 15-22 minutos                                      |
|       | Ciudad - Parque Empresarial Campollano                                                                                                 | Recorrido Archivado el 17 de abril de 2014 en Wayback Machine.   | Salidas 7:20, 8:20, 14:40, 15:20 (desde la ciudad) |